# Bistrița (Șieu)
Die Bistrița (deutsch Bistritz; ungarisch Beszterce) ist ein rechter Nebenfluss des Șieu in Rumänien.
Sie entspringt im Călimani-Gebirge, fließt durch die Stadt Bistrița und mündet bei Sărățel in den Șieu. Der Fluss hat eine Länge von ca. 70 km, ein Einzugsgebiet von 612 km² und (kurz vor seiner Mündung in den Șieu) eine durchschnittliche Wasserführung von 7,28 m³/s.
Im Oberlauf des Flusses ist die Bistrița angestaut und bildet den Stausee Colibița.